# 1971–1972-es magyar labdarúgókupa
Az 1971–1972-es magyar népköztársasági kupa a sorozat 32. kiírása volt, melyen a Ferencvárosi TC csapata 11. alkalommal diadalmaskodott. 

## Első forduló
| 1. csapat              | Eredmény | 2. csapat                   |
| ---------------------- | -------- | --------------------------- |
| 1971. június 24.       |          |                             |
| KOMÉP                  | 2–2      | Bauxitbányász               |
| 1971. június 30.       |          |                             |
| Hejőcsabai Építők      | 5–2      | Nagytétény                  |
| Salgótarjáni Zománc IM | 2–2      | Volán SC                    |
| Diósdi TC              | 4–2      | Bp. MÁV Előre               |
| Budai Nagy Antal SE    | 3–0      | Kecskeméti Dózsa            |
| Paksi Kinizsi          | 4–2      | Pécsi Bányász               |
| Karádi TSZ SK          | 0–3      | Pécsi Ércbányász            |
| Megyesegyháza          | 0–1      | Szegedi Dózsa               |
| Szolnoki MTE           | 0–1      | Békéscsabai Előre Spartacus |
| Nyíregyházi Spartacus  | 1–3      | Debreceni VSC               |
| TITÁSZ Elektromos      | 0–5      | Sátoraljaújhelyi Spartacus  |
| BVSC                   | 0–2      | Oroszlányi Bányász          |
| Csepeli Papírgyár      | 1–0      | Székesfehérvári MÁV         |
| Szombathelyi AFIT      | 3–1      | Zalaegerszegi Dózsa         |
| Petőházi Kinizsi       | 2–0      | Pápai Vasas                 |
| 1971. július ?.        |          |                             |
| Sajóbábony             | 2–1      | Apci Vasas                  |

## Második forduló
| 1. csapat                  | Eredmény | 2. csapat            |
| -------------------------- | -------- | -------------------- |
| 1971. július 22.           |          |                      |
| Szolnoki MTE               | 1–5      | MTK                  |
| 1971. július 24.           |          |                      |
| Oroszlányi Bányász         | 2–7      | Bp. Honvéd           |
| Pécsi Ércbányász           | 2–2      | Csepel SC            |
| 1971. július 25.           |          |                      |
| Budai Nagy Antal SE        | 0–9      | Újpesti Dózsa        |
| Paksi Kinizsi              | 2–7      | Ferencvárosi TC      |
| Sátoraljaújhelyi Spartacus | 1–1      | Pécsi Dózsa          |
| Hejőcsaba                  | 0–2      | Dunaújvárosi Kohász  |
| 1971. július 28.           |          |                      |
| Szegedi Dózsa              | 3–5      | Szegedi EOL          |
| Salgótarjáni ZIM           | 1–4      | Rába ETO             |
| Petőházi Kinizsi           | 0–5      | Vasas                |
| Sajóbábonyi vegyész        | 0–7      | Szombathelyi Haladás |
| 1971. július 31.           |          |                      |
| Szombathelyi AFIT          | 0–1      | Videoton             |
| Debreceni VSC              | 2–1      | Komlói Bányász       |
| 1971. augusztus 1.         |          |                      |
| KOMÉP                      | 0–5      | Salgótarjáni BTC     |
| Diósdi TC                  | 1–7      | Diósgyőri VTK        |
| Csepeli Papírgyár          | 1–14     | Tatabányai Bányász   |

## Nyolcaddöntő
| 1. csapat                  | Eredmény | 2. csapat        |
| -------------------------- | -------- | ---------------- |
| 1971. október 6.           |          |                  |
| Szegedi EOL                | 2–0      | Diósgyőri VTK    |
| 1971. november 10.         |          |                  |
| Dunaújvárosi Kohász        | 0–2      | Rába ETO         |
| 1972. február 26.          |          |                  |
| Pécsi Ércbányász           | 1–1      | Vasas            |
| 1972. február 27.          |          |                  |
| Szombathelyi Haladás       | 1–2      | Újpesti Dózsa    |
| Sátoraljaújhelyi Spartacus | 1–3      | Ferencvárosi TC  |
| Tatabányai Bányász         | 3–0      | Salgótarjáni BTC |
| Videoton                   | 1–0      | Bp. Honvéd       |
| Debreceni VSC              | 0–5      | MTK              |

## Negyeddöntő
| 1. csapat         | Eredmény | 2. csapat          |
| ----------------- | -------- | ------------------ |
| 1972. március 15. |          |                    |
| Szegedi EOL       | 1–1      | Tatabányai Bányász |
| Pécsi Ércbányász  | 3–4      | Videoton           |
| MTK               | 0–0      | Ferencvárosi TC    |
| Rába ETO          | 1–4      | Újpesti Dózsa      |

## Elődöntő
| 1. csapat          | Eredmény | 2. csapat       |
| ------------------ | -------- | --------------- |
| 1972. április 12.  |          |                 |
| Videoton           | 2–3      | Ferencvárosi TC |
| Tatabányai Bányász | 2–1      | Újpesti Dózsa   |

## Döntő
| 1972. július 12. 20:00 |

| Ferencvárosi TC     | 2–1               | Tatabányai Bányász |
| ------------------- | ----------------- | ------------------ |
| Vépi 18' Albert 84' | (1–0) Jegyzőkönyv | Kőműves 47'        |

| Megyeri úti stadion, Budapest Nézőszám: 8000 Játékvezető: Katona József (magyar) Asszisztensek: Halász Mihály, Nagy Béla |

| KA             |  | Géczi István       |
| V              |  | Martos Győző       |
| V              |  | Bálint László      |
| V              |  | Horváth Árpád      |
| V              |  | Füsi János         |
| KP             |  | Vépi Péter         |
| KP             |  | Kű Lajos           |
| CS             |  | Szőke István       |
| CS             |  | Branikovits László |
| CS             |  | Albert Flórián     |
| CS             |  | Mucha József       |
| Vezetőedző:    |  |                    |
| Csanádi Ferenc |  |                    |

| KA           |  | Rothermel Ádám    |
| V            |  | Kovácshegyi Lajos |
| V            |  | Kovács Tibor      |
| V            |  | Laczkó Mihály     |
| V            |  | Horváth László    |
| KP           |  | Szabó György      |
| KP           |  | Arany Mihály      |
| KP           |  | Lódi László       |
| CS           |  | Takács László     |
| CS           |  | Kőműves Mihály    |
| CS           |  | Tóth Kálmán       |
| vezetőedző:  |  |                   |
| Lakat Károly |  |                   |

A Ferencváros MNK-ban szerepelt játékosai: Géczi István (3), Vörös Béla (2) – Albert  Flórián (5), Bartosik János (1), Branikovits László (5), Bálint László, (4), Füsi János (3), Horváth Árpád (2), Juhász István (3), Kű Lajos (4), Martos Győző (2), Megyesi István (3), Mucha József (5), Németh Miklós (1), Novák Dezső (1), Páncsics Miklós (3), Rákosi Gyula (2), Szőke István (4), Vépi Péter (5) 